# Marshfield (condado de Fond du Lac, Wisconsin)
Marshfield es un pueblo ubicado en el condado de Fond du Lac en el estado estadounidense de Wisconsin. En el Censo de 2010 tenía una población de 1.138 habitantes y una densidad poblacional de 12,81 personas por km².

## Geografía
Marshfield se encuentra ubicado en las coordenadas 43°50′34″N 88°13′55″O / 43.84278, -88.23194. Según la Oficina del Censo de los Estados Unidos, Marshfield tiene una superficie total de 88.87 km², de la cual 88.04 km² corresponden a tierra firme y (0.93%) 0.83 km² es agua.

## Demografía
Según el censo de 2010, había 1.138 personas residiendo en Marshfield. La densidad de población era de 12,81 hab./km². De los 1.138 habitantes, Marshfield estaba compuesto por el 98.33% blancos, el 0.18% eran afroamericanos, el 0% eran amerindios, el 0% eran asiáticos, el 0% eran isleños del Pacífico, el 0.97% eran de otras razas y el 0.53% pertenecían a dos o más razas. Del total de la población el 0.97% eran hispanos o latinos de cualquier raza.